# Mark Dodd
Mark Dodd (Dallas (Texas), 14 september 1965) was een Amerikaans voetbalkeeper. Hij speelde een seizoen zaalvoetbal, zes seizoenen in de American Professional Soccer League en vier seizoenen in de Major League Soccer met Dallas Burn.

## Interlandcarrière
Dodd speelde vijftien interlands voor het Amerikaans voetbalelftal, en maakte zijn debuut op 13 januari 1988 in de vriendschappelijke uitwedstrijd tegen Guatemala (0-1) in Guatemala-Stad, net als aanvaller Peter Vermes.

## Major League Soccer
Dallas Burn koos Dodd in de zesde ronde van het MLS Inaugural Player Draft 1996 en hij kreeg een basisplaats. Hij speelde 31 keer voor Dallas en werd de eerste MLS keeper van het jaar. Hij had in 2000 een operatie aan zijn rechterhand nodig en korte tijd daarna stopte hij met voetbal.